# Bakili Muluzi

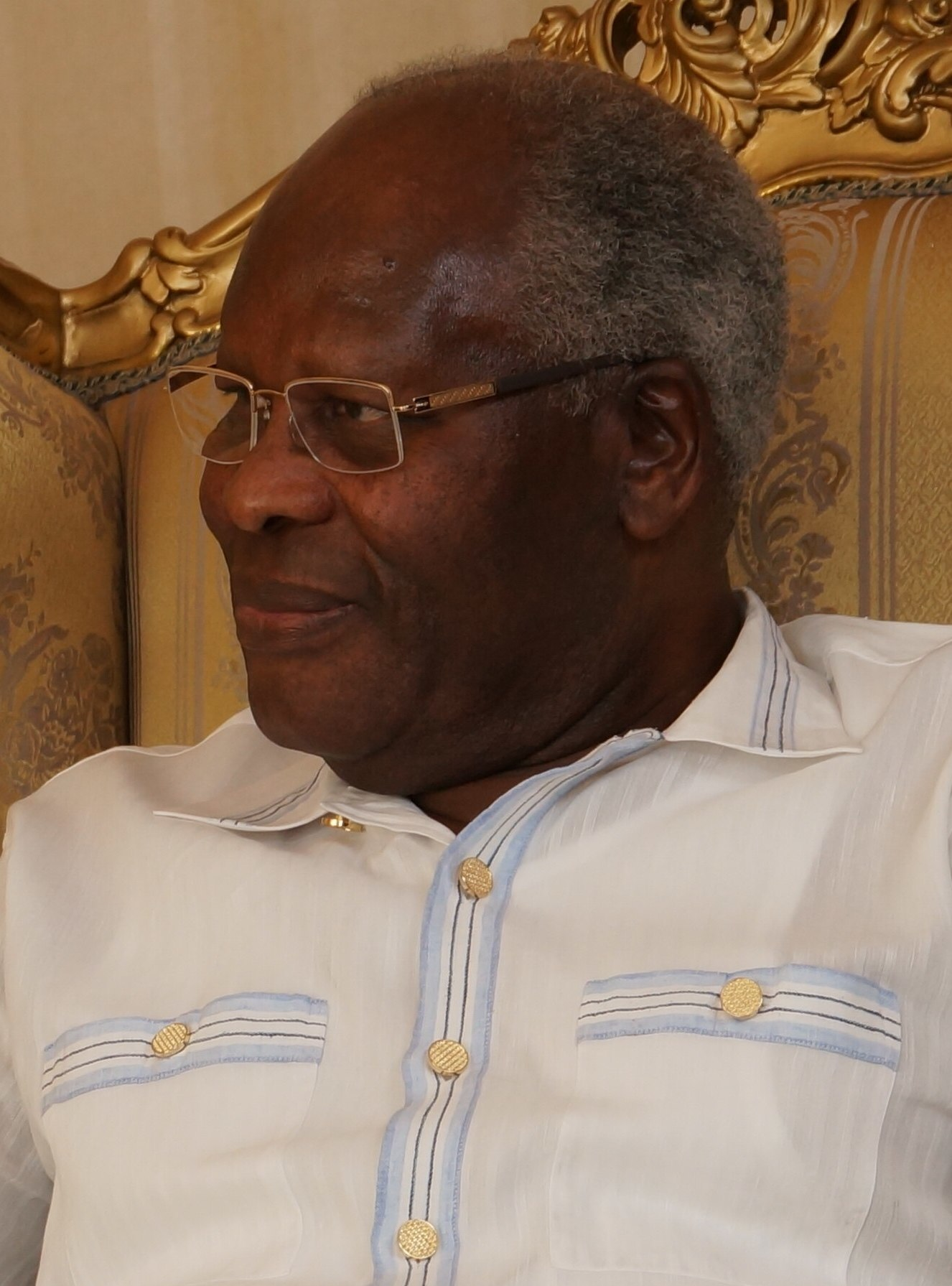
Bakili Muluzi, 2019

Elson Bakili Muluzi (* 17. März 1943 in Machinga) war der Präsident Malawis von 1994 bis 2004.
Er wurde im Mai 1994 als Nachfolger des langjährigen Herrschers Hastings Kamuzu Banda gewählt und 1999 wiedergewählt. Im Jahr 2002 schlug er eine Verfassungsänderung vor, die es ihm erlaubt hätte, für eine dritte Amtsperiode zu kandidieren, gab aber nach Demonstrationen und der wegen drei Stimmen nicht erreichten notwendigen Zweidrittelmehrheit im Parlament die Idee wieder auf. Nach den Wahlen im Mai 2004 trat er deshalb sein Amt an Bingu wa Mutharika ab, der ebenfalls für seine Partei, die United Democratic Front (UDF), kandidiert hatte. Trotzdem ist er weiterhin der Vorsitzende der UDF, die sein Nachfolger nach einer Auseinandersetzung mit ihm aber verließ.
Muluzis Zeit als Präsident wurde von Kontroversen und Skandalen überschattet. Speziell gilt dies für den Verkauf der malawischen Getreidereserven an andere Länder kurz vor dem Ausbruch einer Dürreperiode, die eine große Hungersnot zur Folge hatte. Trotz großem internationalen Druck wurden die Millionen Dollar aus dem Verkauf der Nahrungsmittelreserven nicht gefunden und es wird vermutet, dass das Geld auf einem ausländischen Konto Muluzis oder einem seiner Anhänger gelangt ist.
Muluzi findet sich weit oben auf der Liste der reichsten Persönlichkeiten Afrikas, obwohl das Land, in dem er von 1994 bis 2004 regierte, eines der ärmsten Länder Afrikas ist. Er gehört der muslimischen Minderheit des Landes – den Wayao (Yao) – an und war ein enger Freund des libyschen Revolutionsführers Muammar al-Gaddafi.